# Sauber C12
Sauber C12 je Sauberjev prvi dirkalnik Formule 1, ki je bil v uporabi v sezoni 1993, ko sta z njim dirkala Karl Wendlinger in JJ Lehto. Karl Wendlinger je dosegel četrto mesto na Veliki nagradi Italije, ob pet pa še eno peto in dve šesti mesti, JJ Lehto pa četrto mesto na Veliki nagradi San Marina, ob tem pa še eno peto mesto. Skupaj je to moštvu prineslo sedmo mesto v konstruktorskem prvenstvu z dvanajstimi točkami.

## Popolni rezultati Formule 1
(legenda) (odebeljene dirke pomenijo najboljši štartni položaj, poševne pa najhitrejši krog)
| Leto | Moštvo | Motor     | Gume | Dirkači         | 1   | 2   | 3   | 4   | 5   | 6   | 7   | 8   | 9   | 10  | 11  | 12  | 13  | 14  | 15  | 16  | Toč | Prv |
| ---- | ------ | --------- | ---- | --------------- | --- | --- | --- | --- | --- | --- | --- | --- | --- | --- | --- | --- | --- | --- | --- | --- | --- | --- |
| 1993 | Sauber | Ilmor V10 | G    |                 | JAR | BRA | EU  | SMR | ŠPA | MON | KAN | FRA | VB  | NEM | MAD | BEL | ITA | POR | JAP | AVS | 12  | 7.  |
| 1993 | Sauber | Ilmor V10 | G    | Karl Wendlinger | Ret | Ret | Ret | Ret | Ret | 13  | 6   | Ret | Ret | 9   | 6   | Ret | 4   | 5   | Ret | 15  | 12  | 7.  |
| 1993 | Sauber | Ilmor V10 | G    | J J Lehto       | 5   | Ret | Ret | 4   | Ret | Ret | 7   | Ret | 8   | Ret | Ret | 9   | Ret | 7   | 8   | Ret | 12  | 7.  |